# Ctibor Greguš
Ctibor Greguš (Körmöcbánya, 1923. október 6. – Breznóbánya, 2015. május 4.) szlovák erdészeti szakértő, mérnök, tudós és író.

## Pályafutása
1951-től 1964-ig a zsolnai Lesprojektnél dolgozott, 1964-ben a zólyomi Erdészeti Kutatóintézet erdőgazdálkodási kutatásának koordinátora. 1991-ben a tudományok doktora (DrSc.) lett.
Összeállította az aljnövényzet-gazdálkodási módszer elméleti alapjait, az erdészeti jogszabályok társszerzője, a szlovákiai erdőgazdálkodási iránymutatások vezető szerzője, az erdő előrejelzéseivel és koncepcióival kapcsolatos kutatások alapítója. Az Erdészeti Kutatóintézetek Nemzetközi Szövetségének (IUFRO) tagja és tisztviselője, a Szlovák Agrártudományi Akadémia tiszteletbeli tagja 1995-ben.

## Elismerései
- 2004-ben a köztársasági elnök a Pribina kereszt III. osztályát adományozta számára Szlovákia gazdasági fejlődéséhez nyújtott jelentős hozzájárulásáért.

## Művei
- Az empirikus fakitermelési mutatói a Csehszlovák Szocialista Köztársaság erdőiben (1969)
- Kis kiterjedésű erdőgazdálkodás (1976)[1]
- A Szlovák Szocialista Köztársaság erdészeti stratégiája (1987)
- Szlovákia hosszú útja a szuverenitáshoz (1991)
- A világ szlovák őslakosai. A szlovák származású fontos személyiségek profiljai (1999)
- Az erdőgazdálkodás hosszú távú fejlődésének alapelvei Szlovákiában
- Gazdasági módszerek az erdészet hosszú távú fejlődéséhez Szlovákiában (tanulmány)

## Fordítás
- Ez a szócikk részben vagy egészben  a   Ctibor Greguš című szlovák Wikipédia-szócikk ezen változatának fordításán alapul.  Az eredeti cikk szerkesztőit annak laptörténete sorolja fel. Ez a jelzés csupán a megfogalmazás eredetét és a szerzői jogokat jelzi, nem szolgál a cikkben szereplő információk forrásmegjelöléseként.